# Poławiacze pereł
Poławiacze pereł (Les Pêcheurs de perles) – trzyaktowa opera francuskiego kompozytora Georges'a Bizeta z 1863 roku.
Libretto Michela Carré i Eugène Cormona przedstawia historię dozgonnej przyjaźni dwóch mężczyzn, zagrożonej przez miłość do tej samej kobiety, która jest kapłanką boga Brahmy.

## Osoby
- Nadir, poławiacz pereł - tenor
- Zurga, zwierzchnik poławiaczy pereł - baryton
- Nurabad, starszy gminy - bas
- Leila - sopran
- poławiacze pereł, kapłani

## Treść
Miejsce akcji: wioska rybacka na wyspie Cejlon, w odległej przeszłości.
Nadir i Zurga są przyjaciółmi i zakochali się w tej samej dziewczynie, która jest kapłanką. Obaj postanawiają zrezygnować z konkurowania o dziewczynę. Podczas połowu pereł przychodzi Lejla modlić się o spokojne morze i bezpieczne łowy. Po zakończonej pracy Nadir i kapłanka poddają się miłosnym uniesieniom. Nadirowi grozi za to śmierć. Lejla wraz z Zurgą opracowali plan ucieczki Nadira. Zurga podpala wieś. Ludzie ruszają do gaszenia pożaru, zaś Lejla z ukochanym uciekają łodzią. Sprawca pożaru zostaje wykryty i skazany przez Nurabada na śmierć.

### Akcja rozgrywa się w wiosce rybackiej na Cejlonie
Akt I.
Cejlońscy rybacy i poławiacze pereł tańcem i śpiewem świętują wybór wodza wioski. Został nim dzielny i doświadczony Zurga, teraz mieszkańcy przysięgają mu posłuszeństwo. Na tę właśnie scenę trafia powracający do wioski po długiej nieobecności myśliwy Nadir, radośnie witany przez wszystkich, a zwłaszcza przez Zurgę, z którym od lat łączyła go braterska przyjaźń. Dwaj druhowie wspominają dawne dni, kiedy to wędrując wspólnie, zakochali się obaj w pięknej kapłance z Candy. Przyjaźń okazała się jednak silniejsza - obydwaj poprzysięgli sobie wyrzucić z serca uczucie, które mogłoby uczynić ich wrogami. Na zapytanie Zurgi odpowiada Nadir, iż dochował przysięgi, nie starał się bowiem nigdy odnaleźć tajemniczej nieznajomej, choć do dziś nie zapomniał o niej (duet Au fond du tempie saint).
Do brzegów wyspy przybija łódź wioząca Leilę - kapłankę Brahmy, która modlitwą swą ma chronić mieszkańców wioski od niebezpieczeństw w czasie morskich wypraw. Składa ona przed Zurgą przysięgę, iż trwać będzie w czystości, poświęcając się jedynie służbie bożej; w wypadku złamania przysięgi czeka ją śmierć. Gęsty welon nie pozwala nikomu ujrzeć twarzy kapłanki, lecz Nadir po głosie poznaje swą ukochaną, i miłość, stłumiona niegdyś siłą woli, wybucha w jego sercu (romans Nadira Je crois entendre encore). Leila również poznała Nadira i Zurgę; serce jej przejął nagły lęk, gdyż już wtedy, w świątyni, ogarnęła ją miłość do pięknego łowcy - Nadira. Po chwili wahania decyduje się jednak wypełnić swe posłannictwo. Prosi więc potężnego Brahmę (aria O Dieu Brahma) o opiekę nad powierzonym jej modłom plemieniem. Głosowi dziewczyny towarzyszy chór kapłanów i ludu zebranego w świątyni.
Akt II
Nadir, zmyliwszy czujność strzegących Leili strażników, przybył do niej pod osłoną nocy. Oboje wiedzą, co im grozi, gdyby odkryto ich spotkanie, lecz miłość tłumi wszelką ostrożność (duet Par cet etroit sentier). Niestety, towarzyszący Leili kapłan Nurabad wyśledził spotkanie kochanków i podniósł alarm. Schwytani doprowadzeni są przed oblicze wodza Zurgi, który początkowo pragnie oszczędzić przyjaciela i uwolnić oboje, lecz kiedy spada zasłona z twarzy dziewczyny i Zurga poznaje Leilę, ogarnia go zazdrość i gniew na przyjaciela, który złamał przysięgę. postanawia, że oboje mają zostać straceni o świcie.
Akt III
Odsłona 1
Wśród nocy samotny Zurga pogrąża się w samotnych rozmyślaniach (aria L'orage s'est calmé). Chciałby zemścić się na Nadirze, który zdobył serce ukochanej przez niego Leili i na niej, która wzgardziła jego uczuciem, a jednocześnie ogarnia go rozpacz, że to właśnie on musiał skazać oboje na okrutną śmierć. Mimo to odrzuca prośby Leili, która błaga go by kazał stracić tylko ją, a ocalił Nadira. Gdy jednak Leila daje mu swój naszyjnik, prosząc aby oddał go jego matce, Zurga poznaje swój własny dar dla dziewczyny, która kiedyś w groźnym niebezpieczeństwie ocaliła mu życie, w jego duszy zachodzi zmiana.
Odsłona 2
Wstał dzień i podniecony tłum oczekuje skazańców. Jednak Zurga podkłada ogień w wiosce, aby odciągnąć ludność od miejsca egzekucji i uwalnia Leilę i Nadira, sam zaś pozostaje, by ponieść śmierć z rąk przekonanych o jego zdradzie współplemieńców.

## Historia utworu
Premiera odbyła się 30 września 1863 roku w Paryżu. Jednak pierwotnie Poławiacze pereł nie zyskali większego uznania – pierwsze wystawienie doczekało się zaledwie 18 przedstawień i opera nie weszła na stałe do repertuaru Théâtre Lyrique. Dopiero po ponad 20 latach po śmierci kompozytora opera ta zaczęła na nowo być wystawiana w innych teatrach muzycznych i tak jest do czasów współczesnych.

## Arie
- numer 2 duet C'est toi qu'enfin je revois - Zurga, Nadir (akt I)
- numer 4 romanca Nadira Je crois entendre encore (akt I)
- numer 5 Ô dieu Brahmâ - Nadir, Leïla i chór  (akt I)
- numer 7 cavatina Me voilà seule dans la nuit - Leïla (akt II)
- numer 8 De mon amie, fleur endormie - Nadir, Leïla (akt II)
- numer 12 duet Je frémis, je chancelle - Leïla, Zurga (akt III)